# Iłarion Hmytryk
Iłarion Andrijowycz Hmytryk, ukr. Іларіон Андрійович Гмитрик, niem./pol. Hilarion Gmitryk, łac. Hilarus Gmitryk (ur. 3 listopada 1852 w Postołowie, zm. 20 listopada 1937 w Samborze) – ksiądz greckokatolicki.

## Życiorys
Urodził się 3 listopada 1852 w Postołowie. Sakrament święceń otrzymał w 1876. Z dniem 4 grudnia 1876 podjął pracę katechety w szkolnictwie. 15 listopada 1882 złożył egzamin. 26 lipca 1885 został mianowany nauczycielem rzeczywistym. 19 lutego 1883 został mianowany zastępcą katechety religii greckokatolickiej w C. K. Gimnazjum w Sanoku (w miejsce ks. Leoncjusza Żelechowskiego). W szkole oprócz prowadzenia katechez uczył także języka ruskiego. 26 lipca 1885 został mianowany katechetą rzeczywistym w C. K. Gimnazjum w Samborze (zamieniony stanowiskami z ks. Józefem Moskalikiem). Tam z dniem 31 sierpnia 1914 został przeniesiony w stan spoczynku.
Od 1893 należał do Matycy Hałycko-Ruskiej. W Samborze był działaczem towarzystwa „Ризница” (Zakrystia). Przed 1909 otrzymał tytuł radcy konsystorza i Expositorium Canonicale. W 1918 powrócił do Sambora.
Po wybuchu I wojny światowej 14 września 1914 został aresztowany w Sanoku. Później został oswobodzony przez wojska rosyjskie, po czym przeniósł się na obszar rosyjski w 1915. Zmarł 20 listopada 1937 w Samborze.
Był żonaty z Michaliną z domu Borkowską. Miał córkę Teodozję (zm. 1885 mając 1,5 roku).

## Publikacje
- Памятка зъ отпусту въ Грушові
- Життя святих[14]

## Odznaczenia
austro-węgierskie
- Medal Jubileuszowy Pamiątkowy dla Cywilnych Funkcjonariuszów Państwowych[15]
- Krzyż Jubileuszowy dla Cywilnych Funkcjonariuszów Państwowych[15]